# Kolet

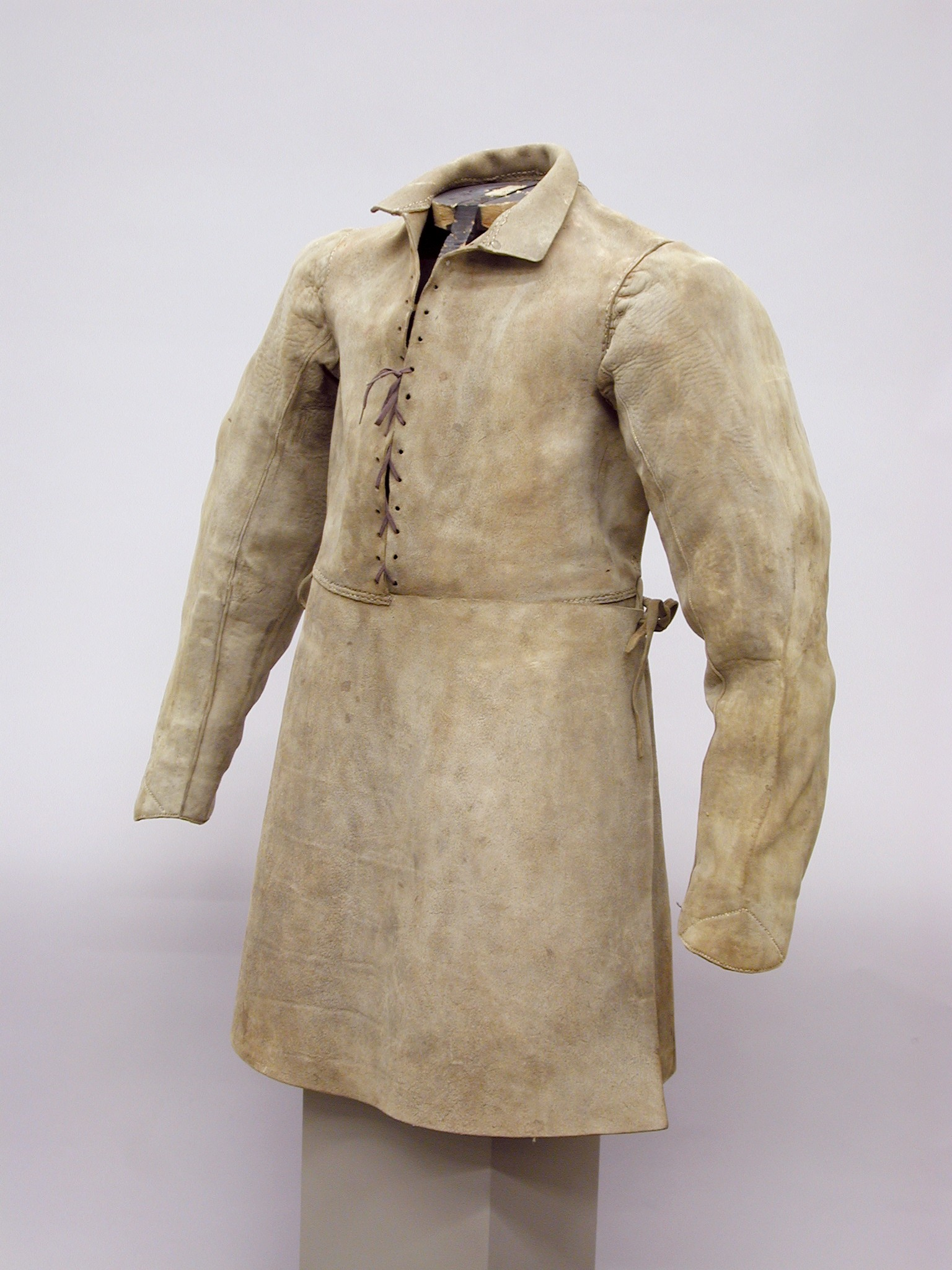
Buff Coat (płaszcz bufiasty) używany przez wojska angielskie w wojnie trzydziestoletniej.

Kolet (fr. collet – kołnierz) – rodzaj skórzanego ubioru wojskowego ze skóry łosiowej, jeleniej lub wołowej, w powszechnym użytku od czasu wojny trzydziestoletniej, w XVIII-XIX wieku zastąpiony ubiorem sukiennym.
Był długim kaftanem lub płaszczem z długimi rękawami (lub bez), rozszerzanym w części dolnej. Zwykle wkładano go pod kirys (np. rajtaria, arkebuzeria, pikinierzy) lub na wierzch jako rodzaj lżejszego ubioru ochronnego (np. u muszkieterów, dragonów). Nazwa pochodzi od wywijanego skórzanego kołnierza. 
Początkowo stosowany przez wojska zaciężne, wprowadzony został w Polsce w XVII wieku jako element stroju wojsk cudzoziemskiego autoramentu. W następnym stuleciu był elementem stroju paradnego głównie dragonii i gwardii konnej, o rękawach zredukowanych do postaci kamizelki ze skóry łosiowej. W okresie saskim kolety oficerów dodatkowo zdobiono złoceniami i blachami, były one także na wyposażeniu ciężkiej jazdy okresu napoleońskiego, zakładane pod kirys przez oddziały kirasjerów (m.in. 14 Pułk Kirasjerów), choć w XIX wieku szyto je już tylko z grubego sukna.